# NHL Blades of Steel
Pour les articles homonymes, voir NHL.
Blades of Steel ou NHL Blades of Steel est une série de jeux vidéo de hockey sur glace développée par Konami de 1987 à 2000.

## Série
- Blades of Steel
- NHL Blades of Steel '99 (Nintendo 64) - NHL Pro 99 en France
- NHL Blades of Steel 2000 (PlayStation, Game Boy Color, annulé sur Nintendo 64)